# نيوبورن (جورجيا)
نيوبورن (بالإنجليزية: Newborn, Georgia)‏ هي بلدة تقع في مقاطعة نيوتن، جورجيا بولاية جورجيا في الولايات المتحدة. تبلغ مساحتها 4.1 (كم²)، وترتفع عن سطح البحر 223 م، بلغ عدد سكانها 696 نسمة في عام 2010 حسب إحصاء مكتب تعداد الولايات المتحدة وتصل الكثافة السكانية فيها 126.8 نسمة/كم2.

## وصلات خارجية
- The US50 - Cities and Towns in Georgia State
- Georgia Cities and Towns, Facts, Map, Flag, Colleges, Government, and More